# Kristina Vogt

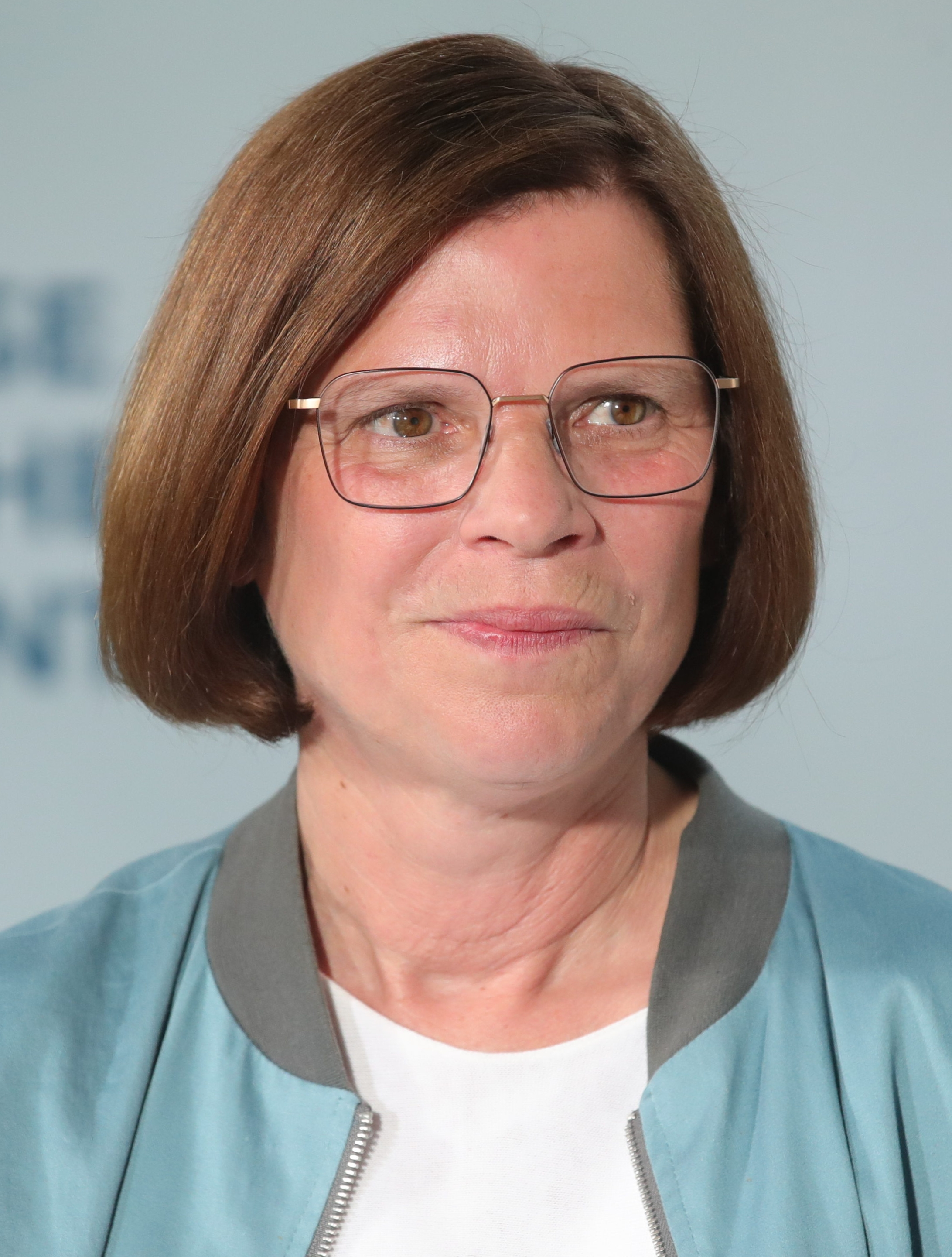
Kristina Vogt (2023)

Kristina Vogt (* 3. Juni 1965 in Münster) ist eine deutsche Politikerin (Die Linke), ehemaliges Mitglied der Bremischen Bürgerschaft und seit August 2019 Bremer Wirtschaftssenatorin.

## Biografie

### Ausbildung und Beruf
In Münster legte Vogt das Abitur ab. Sie ist Rechtsanwaltsfachangestellte und hat einen erwachsenen Sohn, den sie als alleinerziehende Mutter aufzog. Seit 1984 wohnt sie im Bremer Westen.

### Politik
Vogt ist seit 2008 Mitglied der Partei Die Linke und war von 2010 bis 2011 Mitglied im Landesvorstand ihrer Partei. Von 2008 bis 2011 war sie als sachkundige Bürgerin im Beirat des Stadtteils Bremen-Walle aktiv. Vom Februar 2011 bis zum Juni 2011 war Vogt zudem Mitglied der Deputation für Umwelt, Bau und Verkehr.
Bei der Bürgerschaftswahl in Bremen 2011 war sie Spitzenkandidatin der Bremer Linken und gehört seit dem 8. Juni 2011 als Mitglied zur Bremischen Bürgerschaft. Sie wurde zur Fraktionsvorsitzenden der Linken gewählt. 
Sie vertrat in der 18. Wahlperiode ihre Fraktion in den Ausschüssen:
Armutsbekämpfung,
(nichtständig) Änderung der Landesverfassung,
Verfassungs- und Geschäftsordnung,
Wahlprüfung,
Wissenschaft, Medien, Datenschutz und Informationsfreiheit und war Mitglied in der
Parlamentarischen Kontrollkommission (Gaststatus).
Sie  war zudem Mitglied in der Deputation für Bildung.
Bei der Bürgerschaftswahl 2015 trat sie erneut als Spitzenkandidatin der Bremer Linken zur Bürgerschaftswahl an.
 In der 19. Legislaturperiode war sie als Fraktionsvorsitzende Mitglied in der Deputation für Bildung, im Verfassungs- und Geschäftsordnungsausschuss und in der Parlamentarischen Kontrollkommission (Gaststatus).
Bei der Bürgerschaftswahl 2019 trat sie wieder als Spitzenkandidatin der Bremer Linken an. Von August 2019 bis Juli 2023 war sie Bremer Senatorin für Wirtschaft, Arbeit und Europa im Senat Bovenschulte I als Nachfolgerin von Senator Martin Günthner (SPD). Sie schied somit aus der Bürgerschaft aus.
Bei der Bürgerschaftswahl 2023 war sie zum vierten Mal in Folge Spitzenkandidatin ihrer Partei. Am 5. Juli 2023 wurde sie zur Senatorin für Wirtschaft, Häfen und Transformation im Senat Bovenschulte II gewählt.